# Asteroide binario a contatto
Un asteroide binario a contatto (o una cometa binaria a contatto) è un asteroide (o rispettivamente una cometa) formato da due corpi minori della medesima natura, inizialmente distanti e legati in un normale legame satellitare, in cui l'attrazione gravitazionale ha nel tempo fatto decadere l'orbita fino a portare i due oggetti fisicamente a contatto.

## Descrizione
Le piccole masse in gioco, la bassa velocità relativa e il ridotto angolo d'incidenza concorrono a non generare effetti catastrofici sui due corpi progenitori che preservano inalterata la maggior parte della massa e della struttura. L'oggetto risultante ha in genere una forma allungata e bilobata: gli estremi sono costituiti dalle parti originali dei due corpi progenitori mentre la zona intermedia, dove si situa il baricentro, raccoglie le polveri e il materiale disaggregato attorno alla zona di contatto.
L'asteroide 486958 Arrokoth, è stato il primo oggetto della fascia di Kuiper a essere ritenuto un binario a contatto grazie alle immagini rilasciate dalla sonda New Horizons durante il suo flyby del gennaio 2019. I due lobi hanno ricevuto una denominazione ufficiale nel 2022. 
Il successivo oggetto di cui è stata accertata la natura binaria a contatto è stato Selam, satellite dell'asteroide 152830 Dinkinesh, osservato durante il passaggio ravvicinato della sonda Lucy nel 2023.
Non è stata per ora accertata la natura di oggetto binario a contatto per altri oggetti del sistema solare, tuttavia si stima che tra il 10 e il 15% degli oggetti near-Earth con dimensioni superiore ai 200 m sia di questa natura.
Esistono forti indizi che alcuni dei corpi minori meglio studiati, quali le comete 67P/Churyumov-Gerasimenko, 8P/Tuttle e gli asteroidi 216 Kleopatra, 624 Hektor, 4769 Castalia e 25143 Itokawa, siano oggetti binari a contatto.